# Seth Brown
Seth Brown (Klamath Falls, Oregón, 13 de julio de 1992) es un jugador profesional estadounidense de béisbol que se desempeña en la posición de jardinero izquierdo en Oakland Athletics, equipo de las Grandes Ligas de Béisbol (MLB).

## Carrera
Fue seleccionado en la 19.ª ronda en el Draft de la MLB de 2015. En 2019 hizo su debut profesional con el equipo Oakland Athletics, donde lleva jugando seis temporadas.